# 瀬戸ひろみ
瀬戸 ひろみ（せと ひろみ、1987年1月22日 - ）は、日本の女優、リポーター。福岡県古賀市身。業務提携事務所は株式会社 爽。
過去の所属は松竹芸能、クィーンズアベニューアルファ。身長158cm、血液型B型。

## 人物
- 趣味／読書 工作
- 特技／四つ葉探し アクション
- 資格／普通自動車運転免許　声優能力検定三級　乗馬ライセンス五級

## 出演

### ドラマ
- ダブルス 第8話（2013年 EX）
- 僕のいた時間 第1話（2014年 CX）
- 花咲舞が゙黙ってない 2015 Summer 第9話（2015年 NTV）

### テレビ
- きになるオセロ 再現VTR（2007年）
- 寺谷一紀の彩友記アシスタント（2007年 SKY・A）
- ターフトピックス リポーター(2008年〜2009年 JRA）
- 夕方情報ワイドとっておき滋賀545 リポーター（2008年 びわ湖放送）
- あほやねん!すきやねん! スタジオ生再現ドラマ（2009年 NHK)
- 沖縄の帰る場所 「戦国鍋TV」リポーター（2012年 BS12 UHF系列）
- ガールズトーク（2012年 EX）
- The MONDO Times レギュラーアシスタント（2012年 MONDO TV #12〜）
- 日曜レース展望KEIBAコンシェルジュ レギュラーアシスタント (201年3〜2015年 グリーンチャンネル)
- 甘王の共感スクール（2013年 EX）
- ありえへん∞世界〜ラーメン神座編 (2013年 TX 再現ドラマ)
- セカンドプロポーズ～二子山親方編 (2013年 TBS 再現ドラマ)
- ガールズトーク薔薇組（201年3 EX）
- 東急ハーヴェストクラブ京都鷹峯&VIALA リポーター（2013年 BS12 ）
- いま会って伝えたい言葉〜八木亜希子編 (2014年 CX再現ドラマ本人役）
- 「ZIP!」内“花咲舞が黙ってない”コラボ企画 「花咲舞が教えます!お金のジツハ銀行」ミニドラマ （2014年 NTV）
- 京都の会員制リゾート〜今秋開業!天然温泉に寛ぐ～リポーター （2014年 BS12）
- OV監督 （2014年 CX）
- ありえへん∞世界〜西岡京治編〜再現ドラマ（2014年 TX）
- 競馬BEAT 新キャスター(2014年〜2016年 テレビ西日本）
- 爆報!THEフライデー 再現ドラマ 女優A編〜女優A役（2015年 TBS）

### 広告
- スパワールド（2007年）
- アリコジャパン（2007年）
- YTVインフォマーシャル（2009年）
- アイシティ TVCF(名古屋&福岡)（2013年）
- ヤマサ醤油「昆布つゆ」北海道TVCF (2013年)
- PLATINUMCABIN イメージモデル （2018年）

### 映画
- ハンブルク日本映画祭出展「狐が横切るお釈迦様」（2008年 金子陽介監督) ひし美由美役
- 名古屋市立大学芸術工学部映像研究室作品「Angel〜車椅子の夏〜」 (2012年 栗原康行監督) 加藤めぐみ役
- 家族ごっこ〜貧乳クラブ～ (2015年 内田英治監督) 田中聖役

### 舞台
- 劇団ビタミン大使ABC「PhII顆粒」（2012年）良子 役
- 劇団6番シード２５周年記念公演「劇作家と小説家とシナリオライター」 （2018年）seven 役
- LIVEDOG 「女優たちのための冬の夜の夢」（2019年） Team Princess クウィンス 役
- 劇団ビタミン大使ABC『brave 』（2019年）主演ゆりあ 役
- ピクタ・ア・エイト 朗読劇『かもめ』（2019年）アルカージナ 役
- イルカ団!&RATATATTAT! Vol.13 “C.R.E.A.M.!!!!”+“G.O.A.T.! ” 『C.R.E.A.M.!!!!』（2019年）弓子 役
- 劇団ビタミン大使ABC『Wobble _boy』（2019年）助手 役
- 渋谷ニコルソンズ『お通夜イレブン』 （2020年）服部 役
- UDA☆MAP『KAIRO -カイロ-』（2020年）椿レイテ 役
- LUEUR DORÈE MASQUE D'OR -黄金仮面-（2021年）緑川夫人 役
- 劇団6番シード『ボイルド・シュリンプ＆クラブ』（2021年）立花可憐 役
- 劇団虚幻癖 第14回本公演『滅びしイデアの墓標に』（2021年）エノク 役
- 朗読劇かんづめ 10缶目（2024年）
- theatre BAROQUE Presents vol,1『また逢おうと竜馬は言った』（2025年）[1]

### 雑誌
- ケーブルテレビ番組ガイド「チャンネルガイド」（2013年）
- 産業経済新聞社刊「週刊Gallop」（2015年）

### WEB
- エイ出版社「ランニングスタイル」公式HP内ランニング時計（2011年）
- あっとおどろく放送局「デ☆ビューCh」（2012年）
- 東急ステイホテル門前仲町WEBモデル（2013年）
- YouTube【JRAチャンネル】「即PAT」案内ムービー（2013年）
- KDDI「auテレビGガイド」おすすめ映画紹介（2014年）
- NTT東日本フレッツ光「FLET‘S ELEVATOR:むむむちゃんのぽっけ」　(むむむちゃんの声)（2014年）
- グリーンチャンネルHP内ピックアップキャスター（2015年）
- JRA スマッピー投票 案内ムービー （2019年）

### その他
- 本栖湖ファンドレイジングマラソン出場（2011年）
- Gate.jイベント「注目2歳馬情報」〜ダービー馬はこの馬だ！？」MC（2013年）
- 競馬BEATイベント「駅前KEIBA〜2014夏〜」MC（2014年）
- 競馬BEATイベント「ふれあいホースフェスタin天神2015」MC（2015年）

### ラジオドラマ
- NHK青春アドベンチャー「家電の極意」第6話 〜闘うホームベーカリー〜　（2011年）杉下理沙役
- 宮川賢のデートの時間でそ？！ （2019年）女子大生ひろみ役